# Umberto Mezzana
Umberto Mezzana (Civitavecchia, 1933 – Roma, 2003) è stato un artista italiano la cui opera ha spaziato dalla pittura alla scultura fino all'oreficeria, al restauro, alla produzione di manifesti, scenografie, opere per l'architettura e per l'arredamento, e alla poesia.

## Biografia
Sue opere di scultura e pittura (“sacra” e “profana”) si trovano, oltre che a Roma e in Vaticano, in varie città italiane ed estere, come Forlì, Napoli, Prato, Ravenna, Sondrio, Mogliano (Macerata), Modugno (Bari), Ponteranica (Bergamo) e poi Kinshasa (Congo R.D.), Bengasi (Libia) e in diverse raccolte private. Ha curato l'ideazione e coordinato la realizzazione del presepe di Piazza San Pietro per 18 anni (tra il 1983 e il 2000), insieme a uno staff di tecnici e operai del Vaticano. Una delle versioni del Presepe è stata replicata nella città di Pittsburgh (Stati Uniti).